# Обухово (остановочный пункт)
Обу́хово — пассажирский остановочный пункт Санкт-Петербургского отделения Октябрьской железной дороги (ОЖД), ранее также отдельная железнодорожная станция. Расположен в черте города Санкт-Петербурга, в одноимённых историческом районе и округе. Рядом с остановочным пунктом располагается построенная в 1981 году одноимённая станция метро. Выход в город и переход железнодорожных путей осуществляется через надземный переход. Для некоторых электропоездов станция является конечной.

## История
Возникла в 1868 году как «Александровская полустанция Николаевской железной дороги» на расстоянии 9,4 версты от Петербурга. В декабре 1871 года невдалеке от станции открылось Преображенское кладбище, созданное в рамках решения проблемы недостатка мест для погребений в Санкт-Петербурге. В 1872 году для нужд кладбища на средства Петербургского городского управления у станционного запасного пути была устроена покойницкая платформа. В 1877 году из-за увеличения интенсивности движения похоронных поездов полустанция была перенесена ближе к кладбищу, при этом было построено новое пассажирское здание по типу станций III и IV классов, а также две пассажирские платформы.
С 1873 года для станции используется название «Преображенская» (от находящегося рядом кладбища), в 1879 года станция была переименована в «Обухово» — по находящемуся неподалёку Обуховскому заводу, организованному на месте бывшей Императорской Александровской мануфактуры — однако на планах 1909—1915 годов фиксируется двойное название «Обухово (Преображенская)» или «Преображенская (Обухово)».
С 2002 года Обухово не существует как самостоятельная станция, так как она вошла в состав узла Санкт-Петербург-Сортировочный-Московский. Сохраняется платформа «Обухово», а всё остальное станционное хозяйство называется «парк Обухово станции С.-Петербург-Сортировочный-Московский» (СПСМ).
В 2007—2008 годах станция была реконструирована и был построен новый крытый надземный пешеходный переход-конкорс, в который были перенесены билетные кассы, а также были установлены лифты, турникеты и электронные табло с расписанием поездов. Переход открыт в феврале 2008 года.

## Устройство
Станция Обухово выполняет функции железнодорожного узла, на котором разделяются магистральные направления от Петербурга на Москву и на Волховстрой I (Московское и Волховстроевское направления ОЖД). Кроме того, имеются соединения с грузовой южной портовой ветвью Санкт-Петербургского железнодорожного узла.
К югу от станции в 1908 году был построен автомобильный Обуховский путепровод. В 2000-х гг. в этом же месте над путями была построена массивная эстакада КАД. Идущие от станции многочисленные железнодорожные пути проходят через несколько путепроводов друг над другом, также имеются переправы через реку Мурзинку. В северном направлении пути переходят в сортировочный парк станции Санкт-Петербург-Сортировочный-Московский и платформу Сортировочная (далее в 11 км от Обухова находится конечная станция Санкт-Петербург-Главный). По ходу следования магистралей из Петербурга на юго-восток следующая станция Московского направления ОЖД — Славянка, Волховстроевского — Рыбацкое, примыкающая с юга «южная портовая ветвь» проходит от Рыбацкого на грузовую станцию Купчинская.

## Фотогалерея

Общий вид перехода
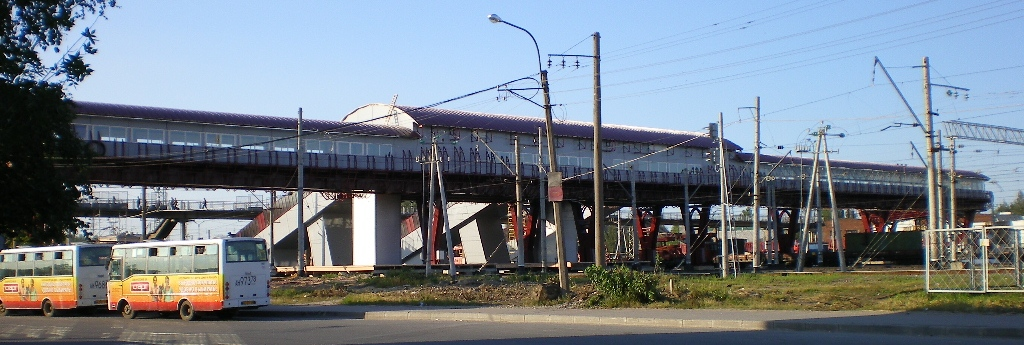

Спуски с перехода
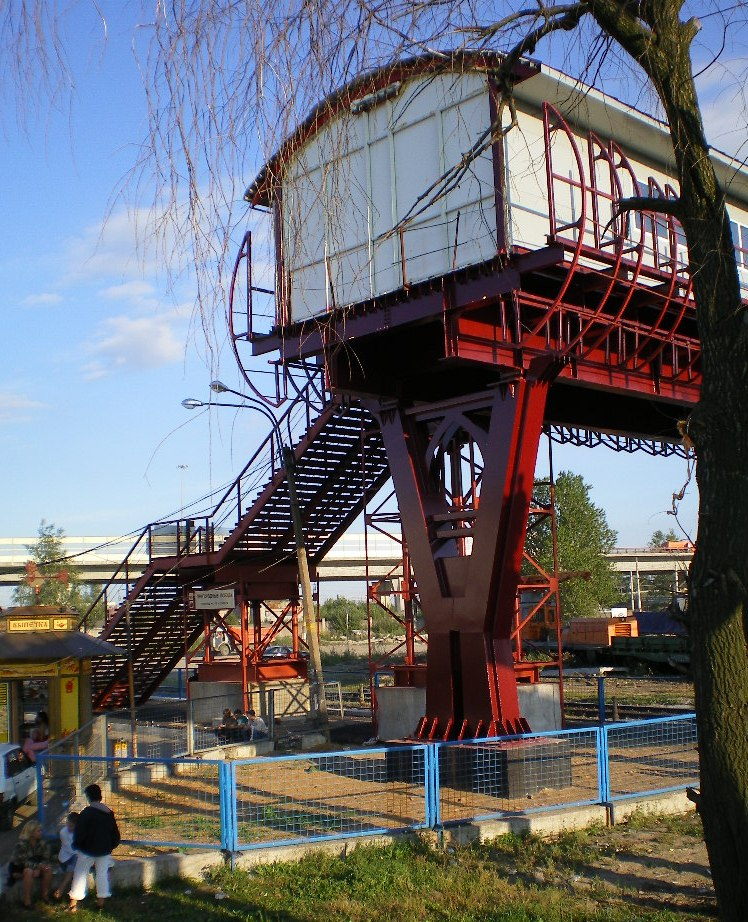
Спуск к станции метро и к ул. Грибакиных
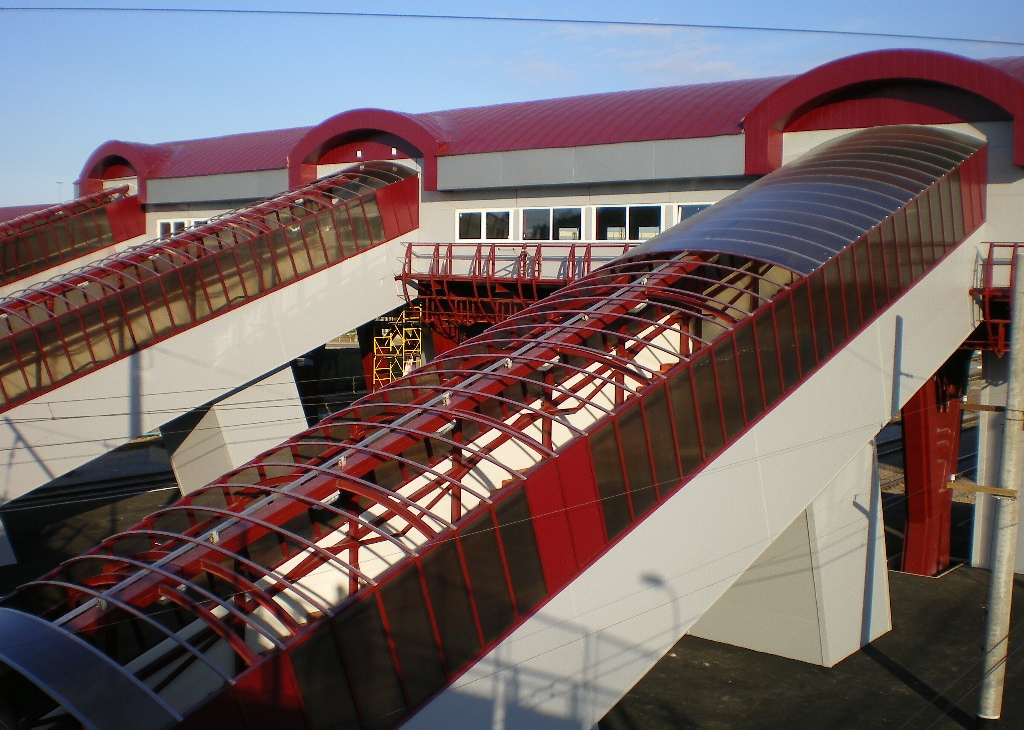
Спуск на платформы
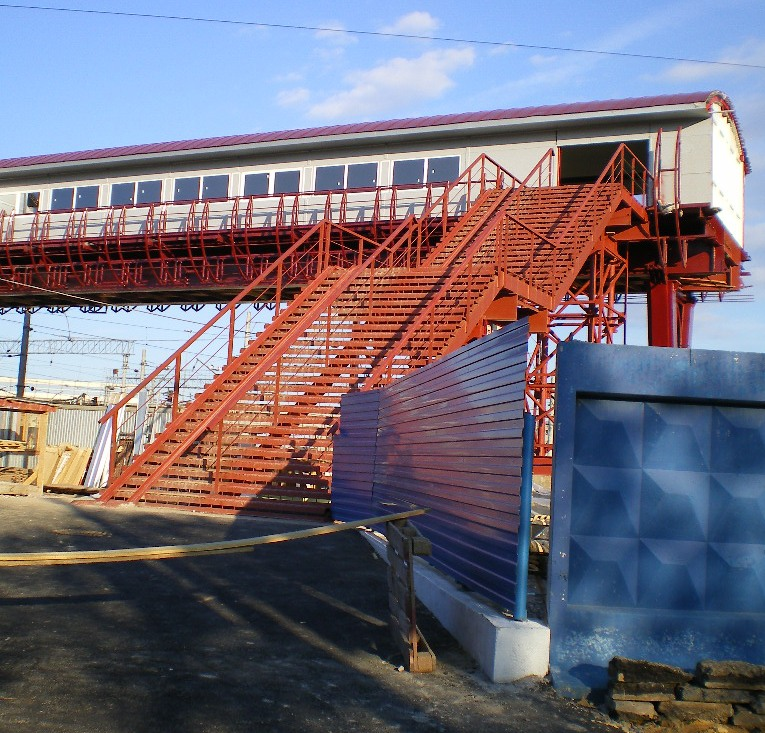
Спуск на ул. 9 Января

Путевое развитие
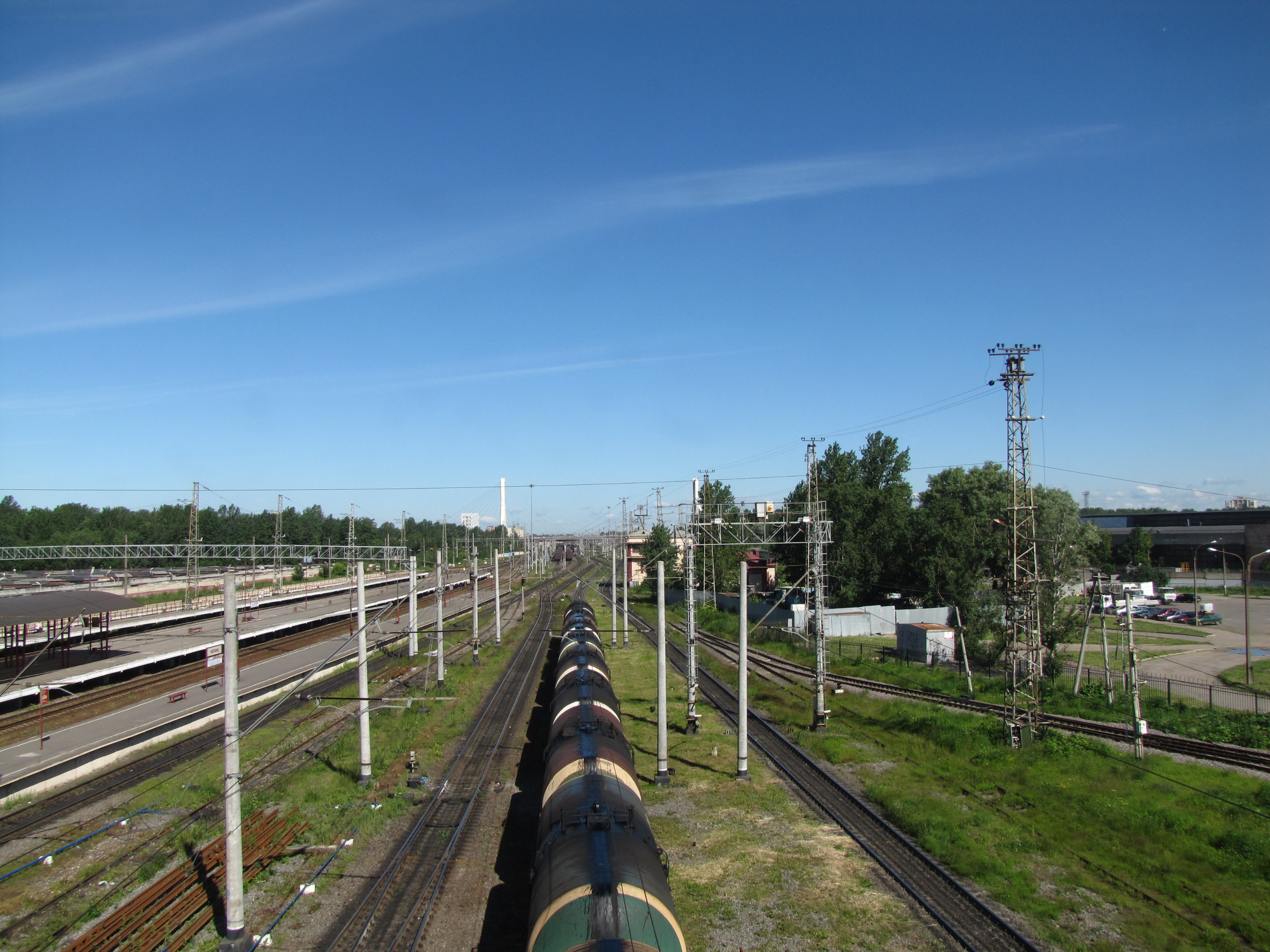
Вид на северо-запад (в сторону Санкт-Петербурга)
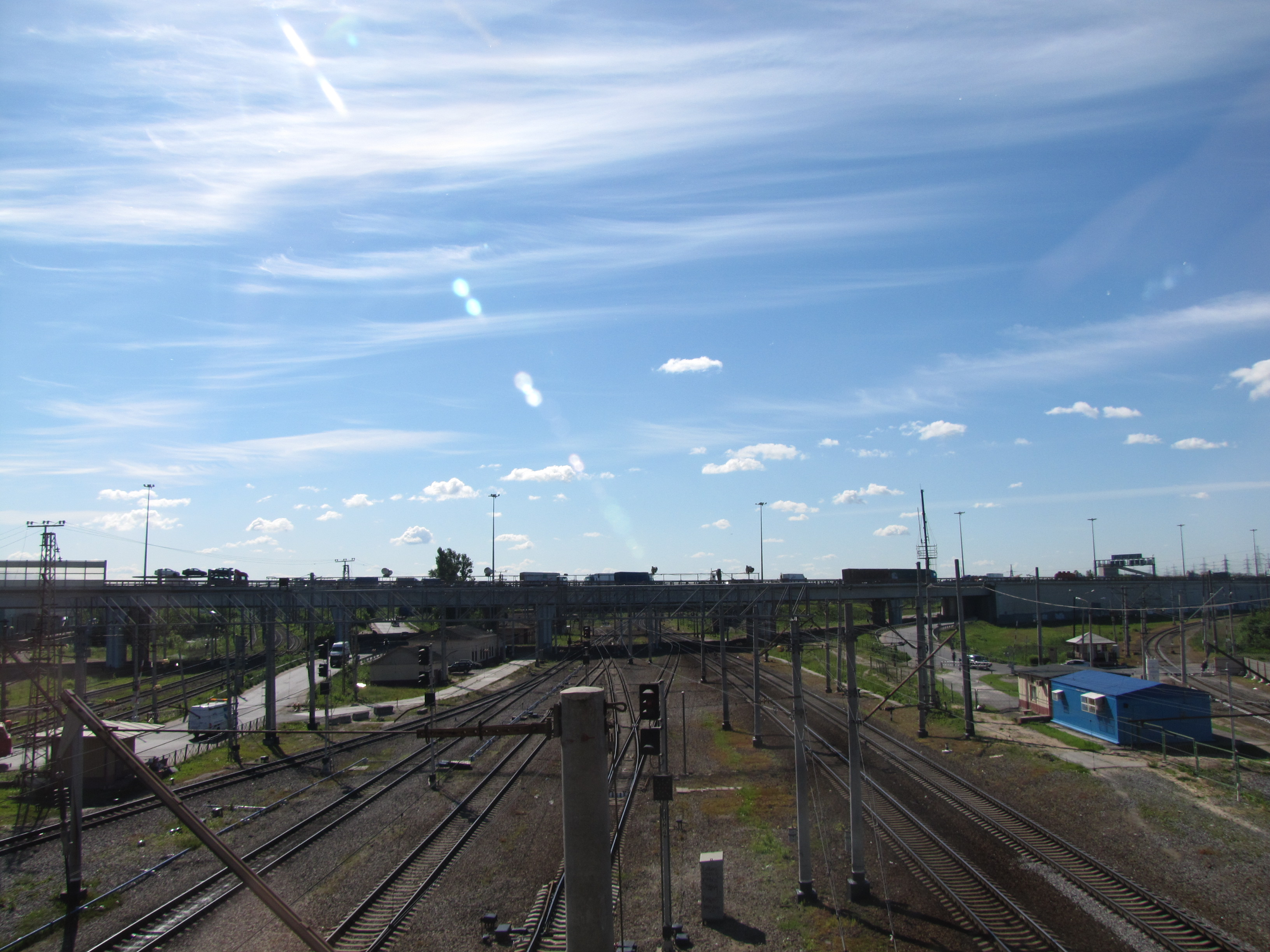
Вид на юго-восток (в сторону Москвы)

Поезда на станции
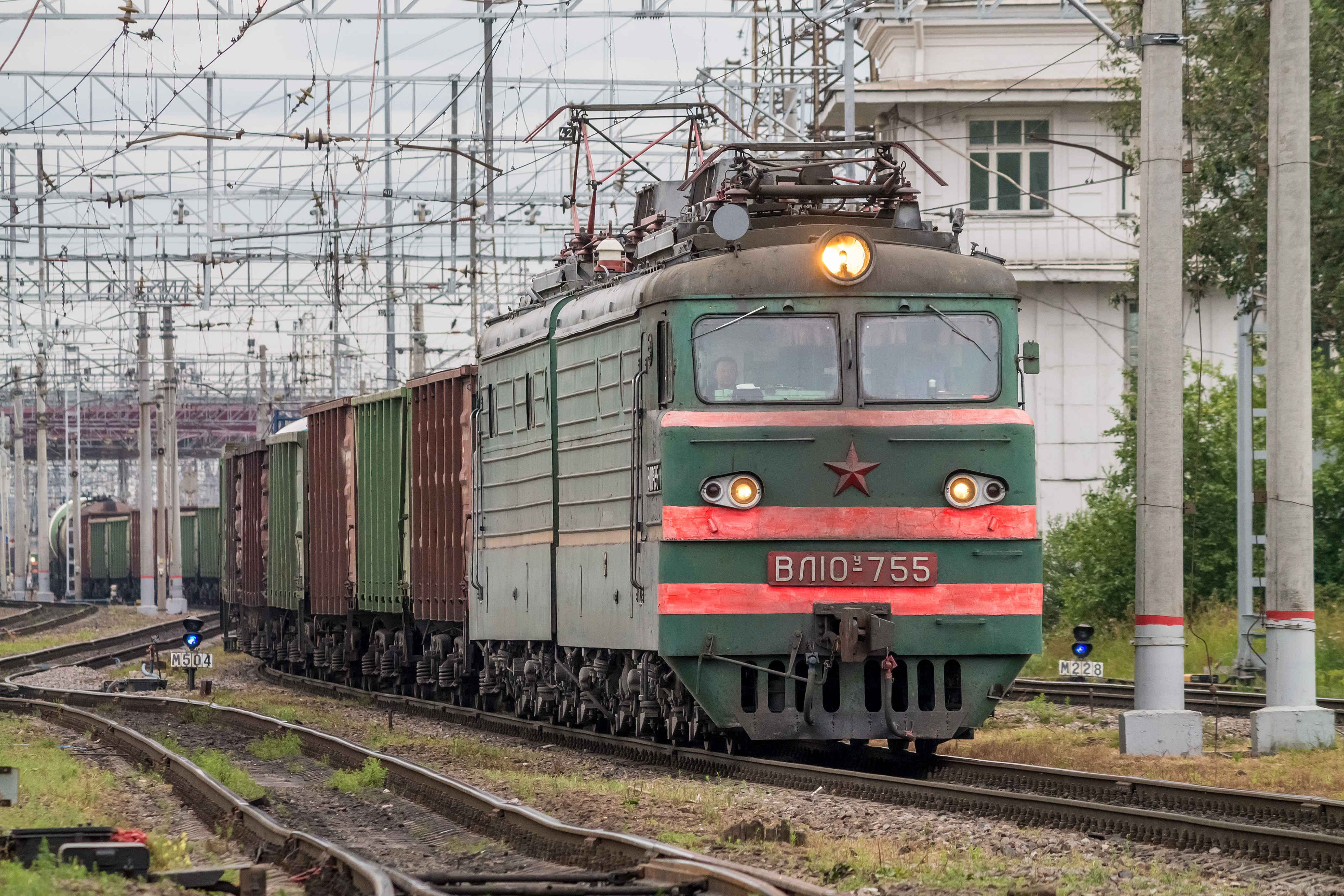
Электровоз ВЛ10У-755 с грузовым поездом
- Электропоезд ЭС1-008/007 отправляется со станции